# Зигфрид
Зигфрид (нем. Siegfried, средневерхненем. Sivrit), Сигурд (др.-сканд. Sigurðr, от sigr — «победа», urðr — «судьба»), также Зигфрид Драконоубийца (нем. Siegfried der Drachentöter) — один из важнейших героев германо-скандинавской мифологии и эпоса, герой «Песни о Нибелунгах».
Согласно мифу, Зигфрид был великим воином, который совершил множество подвигов. Одним из его подвигов была победа над драконом. Обмазавшись кровью и жиром чудовища, он приобрёл неуязвимость, однако небольшой участок тела на спине остался незащищённым. Зигфрид сватался к красавице Кримхильде, сестре бургундского короля Гунтера, и в обмен на его согласие помог ему жениться на исландской королеве Брюнхильде. Во время сватовства Зигфрид тайно подменил Гунтера и успешно прошёл все испытания, которым Брюнхильда подвергла жениха. Через некоторое время Брюнхильда узнала о подмене и уговорила Хагена, одного из вассалов Гунтера, отомстить Зигфриду за обман. Во время охоты Хаген убивает Зигфрида, поразив его копьём в уязвимое место на спине.

## Происхождение легенды
Вопрос об исходном пункте эпической личности Зигфрида ещё не вполне выяснен. Некоторые хотели видеть в нём эпическое отражение воспоминаний об историческом князе херусков Арминии, победителе Вара в Тевтобургском Лесу (Гизебрехт, Вигфуссон). Вероятнее всего, что Зигфрид, рядом с Брюнхильдой и Хагеном, — носитель центрального мифического мотива саги, к которому впоследствии примкнули другие, отчасти исторические элементы.
В основе саги лежит общеиндоевропейский миф, который толкуется различно: одни видят в борьбе героя с противниками мифическое выражение смены зимы и лета, другие — света и тьмы, дня и ночи; отсюда отождествление Зигфрида то с богом Бальдром (Лахманн), то с Фрейром (В. Мюллер) или Тором — Донаром, богом грозы; в зависимости от этого Брюнхильда понимается либо как весна, либо как солнце, или земная растительность. Есть также учёные (Фишер, Хайнцель), видящие в преданиях о Зигфриде результат слияния нескольких мифов или сказаний.
Ту форму, в которой основной мотив сохранился в «Песне о Нибелунгах», он получил у франков на Рейне; отсюда он, не раньше VI века, перешёл к другим германским народностям, в том числе и в Скандинавию, где непонятное там франкское имя Sigifrid было заменено именем Сигурда. Там же получили богатое развитие предания о его отце, Сигмунде, и его предках, имевшиеся отчасти уже на материке. «Сага о Вёльсунгах» связывает род героя с верховным божеством Одином.

## Зигфрид в «Песне о Нибелунгах»

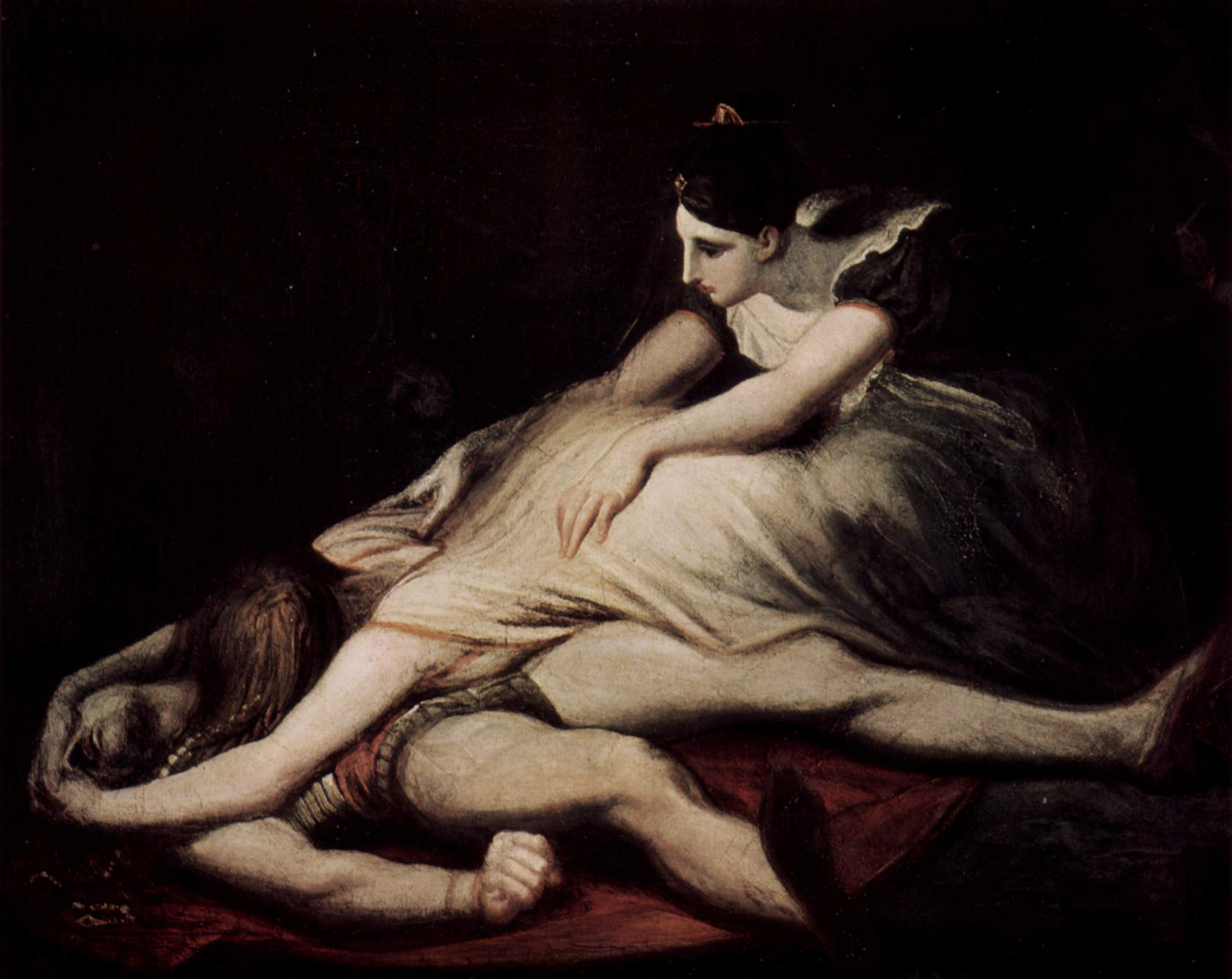
И. Г. Фюссли. Кримхильда обнимает мёртвого Зигфрида (1817)

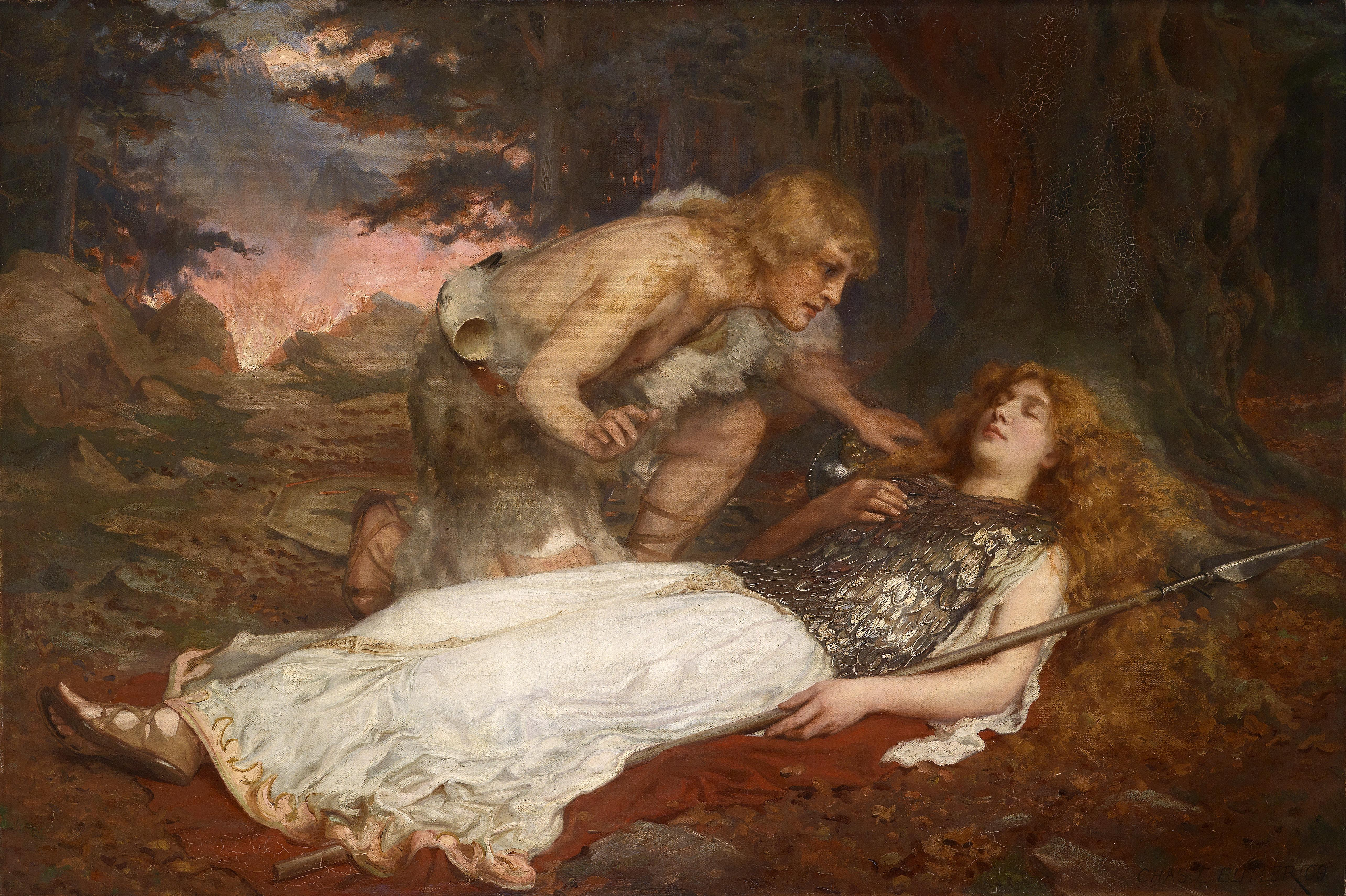
Чарльз Батлер «Зигфрид и Брюнхильда» (1909)

Зигфрид — главный герой «Песни о Нибелунгах». Королевич с Нижнего Рейна, сын франкского короля Зигмунда и королевы Зиглинды, победитель Нибелунгов, овладевший их кладом — золотом Рейна, — наделён всеми чертами идеального эпического героя.
Он благороден, храбр, учтив. Долг и честь для него превыше всего. В «Песне» неоднократно подчёркивается его необыкновенная привлекательность и физическая мощь.

Ещё юнцом безусым был королевич смелый,

А уж везде и всюду хвала ему гремела.

Был так высок он духом и так пригож лицом,

Что не одной красавице пришлось вздыхать о нём.

Отменно воспитали родители его,

Хоть был природой щедро он взыскан без того.

Поэтому по праву воитель молодой

Считался украшением страны своей родной.

## В искусстве и массовой культуре

### Опера
- «Зигфрид» / Siegfried — опера Рихарда Вагнера, третья часть тетралогии «Кольцо Нибелунга».
- «Гибель богов» / Götterdämmerung — опера Рихарда Вагнера, четвертая часть тетралогии «Кольцо Нибелунга».

### В кино
- «Нибелунги: Зигфрид» / Die Nibelungen: Siegfried (Ве́ймарская республика; 1924) режиссёр Фриц Ланг, в роли Зигфрида — Пауль Рихтер.